# Großer Tümmler
Der Große Tümmler (Tursiops truncatus), in Abgrenzung zu anderen Arten der Gattung Tursiops neuerdings auch Gewöhnlicher Großer Tümmler, ist eine in allen Ozeanen verbreitete Art der Delfine. Es ist diese Art, die hauptsächlich in Delfinarien gehalten wird und durch die Serie Flipper bekannt wurde. Dadurch ist der Große Tümmler der bekannteste aller Delfine geworden. Obwohl in europäischen Gewässern vorwiegend der Gemeine Delfin vorkommt und es sich beim Schwertwal ebenfalls um einen allgemein bekannten Vertreter der Delfine handelt, prägt auch in Europa der Tümmler das Bild, das sich Menschen von dieser Familie machen.

## Merkmale

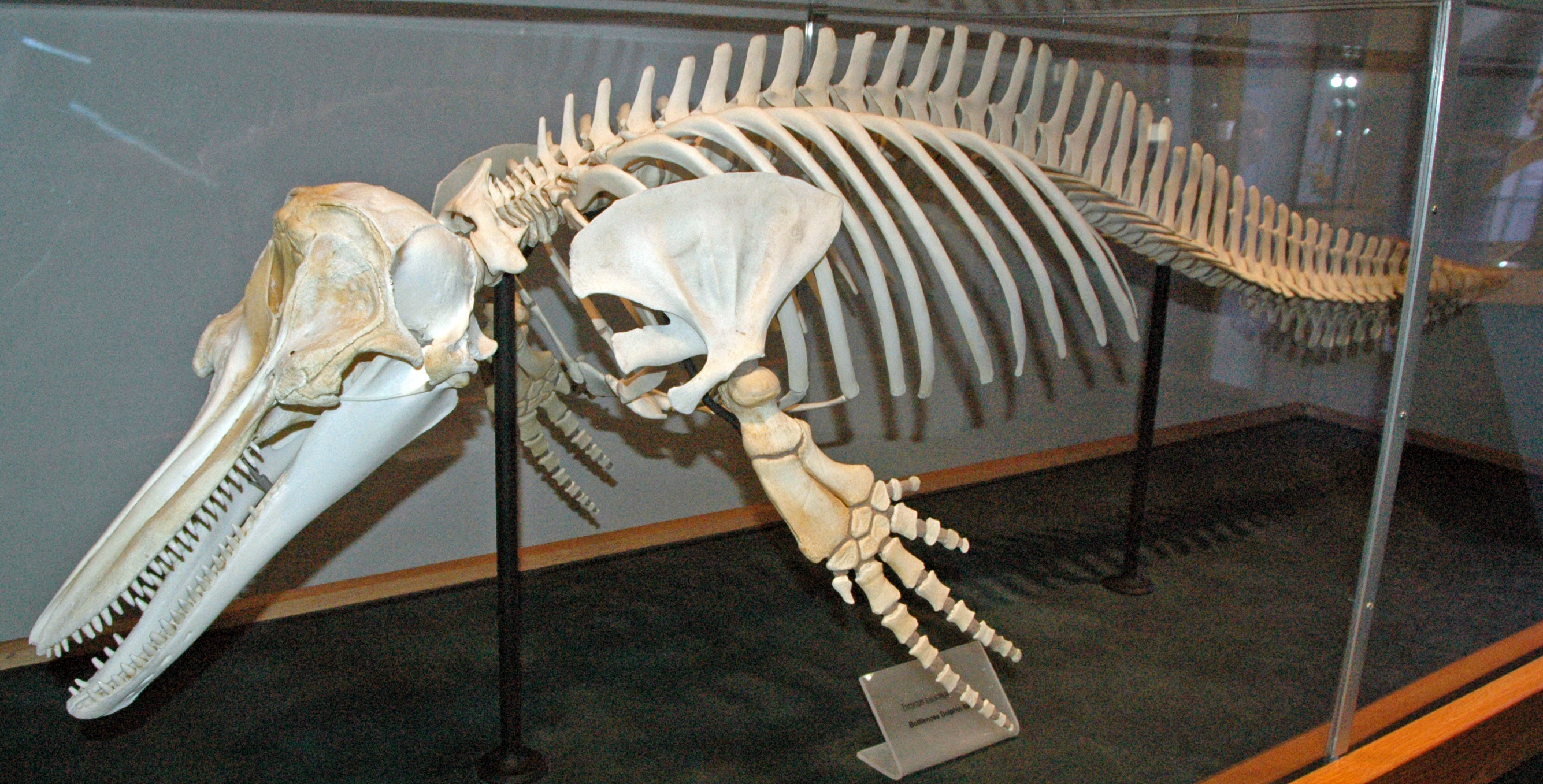
Skelett des Großen Tümmlers

Der Große Tümmler ist grau gefärbt und hat einen helleren Bauch. Er kann zwischen 1,9 und 4 Meter lang werden. Sein Gewicht liegt in der Regel zwischen 150 und 300 kg, kann aber auch bis zu 650 kg erreichen. Ein neugeborenes Kalb ist 65 bis 105 cm groß und 15 bis 30 kg schwer. Charakteristisch ist die kurze Schnauze, die diesem Delfin wegen ihrer Form seinen englischen Namen Bottlenose Dolphin (Bottlenose = Flaschennase) verliehen hat und mit bis zu 80 homogenen Zähnen besetzt ist. Dank seiner sichelförmigen dunklen Finne kann man ihn gut erkennen. Die äußere Zellschicht der Epidermis wird 12 mal pro Tag abgestreift. Diese permanente Regeneration sorgt wahrscheinlich für eine glattbleibende Hautoberfläche, die den Strömungswiderstand minimiert und beugt darüber hinaus der Ansiedlung von Mikroorganismen vor. Die Beschaffenheit der Haut und der daraus resultierende, geringe Strömungswiderstand ist Forschungsgegenstand mit dem Ziel, Beschichtungen mit ähnlichen Eigenschaften für Schiffe zu entwickeln.

## Verbreitung

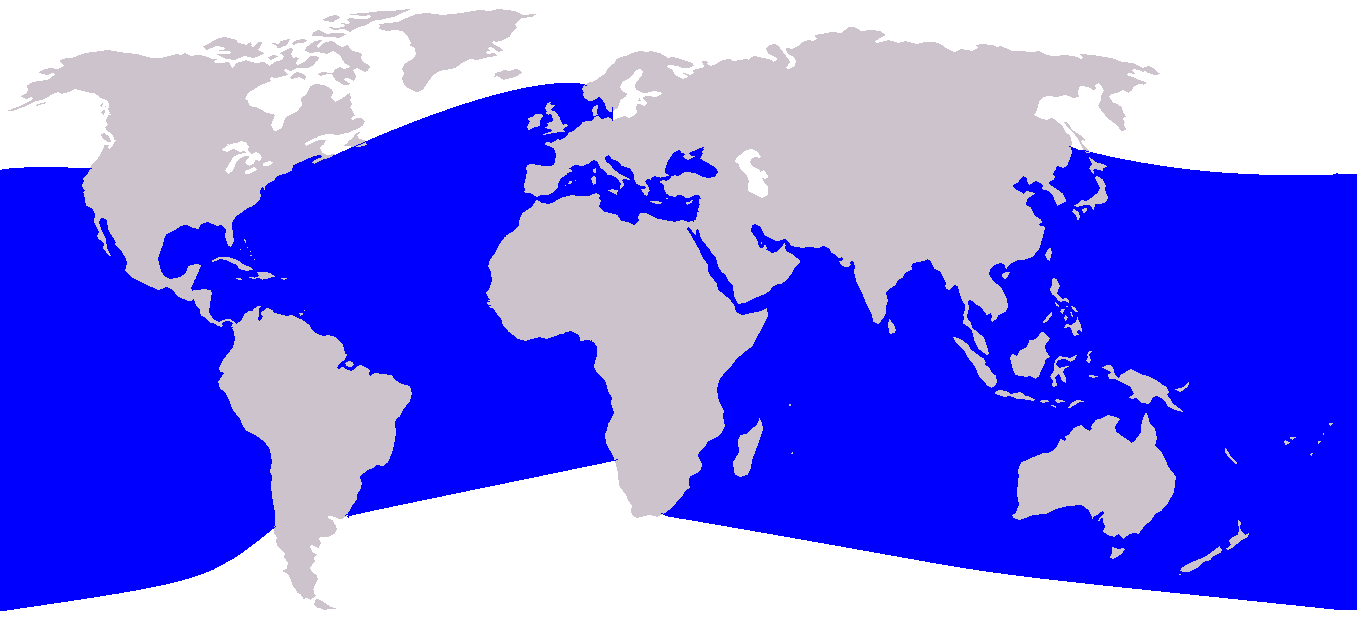
Verbreitung des großen Tümmlers

Der Große Tümmler ist in allen drei Ozeanen beheimatet. Im Mittelmeer wurde ihm vor der Küste der Toskana das Schutzgebiet Tutela del Tursiops truncatus eingerichtet. Immer häufiger wird er in der Nordsee sowie gelegentlich in der Flensburger Förde (Ostsee) gesichtet, obwohl er bis dato bevorzugt in tropischen Breiten zu finden war. Dies wird mit der steigenden Wassertemperatur begründet, die zusätzlich zum wärmeren Wasser ein reicheres Nahrungsangebot bietet. Er hält sich oft nahe den Küsten auf und gelangt dabei auch in flache Buchten und Lagunen. Eine der größten Populationen des großen Tümmlers kommt in der Shark Bay in Westaustralien vor.

## Lebensweise

### Sozialverhalten
Große Tümmler leben in engen sozialen Verbänden (Schulen). Im Durchschnitt schwimmen sie täglich zwischen 60 und 100 km und tauchen bis zu 500 m tief. Eine Schule besteht aus zwei bis fünfzehn Individuen, der Schnitt liegt bei fünf Tieren im Atlantik, scheint im Pazifik und im Indischen Ozean aber höher zu sein. Auch haben auf dem offenen Meer lebende Tümmler größere Schulen als die küstennahen Tiere. Die Hierarchie einer Schule wird von einem alten Männchen angeführt. Neben diesem gibt es im Verband nur Weibchen und Jungtiere. Jugendliche Männchen bilden eigene Schulen, so genannte Junggesellenverbände. Die Mitglieder der Gruppe verständigen sich untereinander über Pfeiftöne; jedes Einzeltier hat dabei einen charakteristischen Erkennungston.

### Geburt, Jungtieraufzucht
Tümmler kommen nach einer Tragzeit von einem Jahr auf die Welt und sind dabei etwa 120 cm lang und 16 kg schwer. Die Delfingeburt kann sich bis zu zwei Stunden hinziehen. 2025 wurde Geburtshilfe durch ein anderes Exemplar der Art beobachtet.  Das Junge kommt mit der Schwanzflosse zuerst, wodurch es bei der Geburt nicht ertrinkt. Danach schubst die Mutter es zu seinem ersten Atemzug an die Wasseroberfläche. Umgeben von anderen Mitgliedern der Gruppe wird die gebärende Mutter vor eventuellen Haiangriffen geschützt. Zwillinge gibt es selten; falls doch, leben sie meist nicht lange, da die Muttermilch nicht ausreicht. 
Nach Beobachtungen von Jerome M. Siegel et al. der University of California in Los Angeles an in Gefangenschaft lebenden Tieren schläft das Muttertier nach der Geburt bis zu zwei Wochen lang fast überhaupt nicht. Das Kalb bleibt in dieser Zeit ebenfalls ununterbrochen wach, doch dieser Schlafmangel schwächt es nicht, es nimmt im Gegenteil an Gewicht zu. Anschließend stellen sich bei der Mutter und ihrem Kalb kurze Schlafphasen ein und das Muttertier erreicht erst nach weiteren Wochen die normale Schlafdauer. Die Jungen bleiben ungefähr drei Jahre bei der Mutter, davon wird ein Jahr gesäugt. 
Von den Großen Tümmlern wird berichtet, dass auch Großeltern ihre Enkel beaufsichtigen, schützen und sogar säugen.

### Lautäußerungen
Die „Sprache“ der Tümmler wird seit Jahrzehnten beforscht. Einige Wissenschaftler glauben, dass man nach Entschlüsselung einer solchen Sprache mit den Delfinen kommunizieren könnte. Die vorwiegende wissenschaftliche Lehrmeinung ist allerdings, dass den Tümmlern eine begrenzte Auswahl von Signalen zur Verfügung steht, mit denen sie einander ihre Identität und ihr Befinden mitteilen.
Neben den Pfeiftönen können Tümmler hochfrequente Klicklaute von sich geben, die zur Echoortung dienen. Die Laute werden in einem gebündelten Strahl nach vorne ausgesandt. Obwohl Tümmler zwei kleine Ohröffnungen haben, wird der meiste Schall über das Maul ins Innenohr weitergeleitet. Dort wird der Schall aufgefangen und verrät dem Tümmler, wenn er sich einer Beute nähert. Allerdings haben Tümmler auch gute Augen. Mit diesen Hilfsmitteln suchen sie nach kleinen Fischen, die ihre Hauptbeute darstellen. Nur gelegentlich fressen sie auch Tintenfische und Krebstiere.

### Lebenserwartung
Die Lebenserwartung des Großen Tümmlers beträgt je nach Population zwischen 17 und 25 Jahre, Ein Alter von über 40 Jahren wurde in Florida in der Wildnis nachgewiesen und wird in Gefangenschaft regelmäßig erreicht. Das Delfinmännchen "Moby" starb 2018 im Tiergarten Nürnberg mit ca. 58 Jahren. Das Weibchen "Notchfin" in den USA starb im Jahr 2025 im Alter von 63 Jahren.
Als ältestes dokumentiertes Exemplar gilt das Weibchen Nicklo in der Sarasota Bay (Florida, USA). Sie wurde 1950 geboren und starb vermutlich 2017 im Alter von 67 Jahren, was sie zum ältesten dokumentierten Delfin überhaupt macht.

## Besonderes Verhalten
In einer Studie, die im Juni 2005 im Journal Proceedings of the National Academy of Science USA erschien, berichteten Forscher der Universität Zürich und der Universität New South Wales (Sydney), dass einige der Großen Tümmler in der westaustralischen Shark Bay bei der Futtersuche Werkzeuge benutzen: Sie lösen Schwämme vom Meeresboden ab und stülpen sie über ihre Schnauze. Die Schwämme dienen ihnen als eine Art Handschuh, um ihre Schnauze bei der Futtersuche im Boden zu schützen. Von den rund 3000 Delfinen in der Shark Bay sind nur etwa 30 so genannte Spongers, hat Dr. Michael Krützen vom Anthropologischen Institut der Universität Zürich herausgefunden. Um genetische Einflüsse zu untersuchen, wurde die DNA von 13 Schwämme benutzenden Delfinen analysiert, ebenso die DNA von 172 Delfinen, die keine Schwämme benutzen. Man fand heraus, dass der Gebrauch von Schwämmen anscheinend in direkter Linie von der Mutter auf die Tochter weitergegeben wird. Die Schwämme benutzenden Tiere zeigten zudem eine signifikante genetische Verwandtschaft. Die Forscher nehmen daher an, dass die Nutzung von Schwämmen von einer weiblichen Vorfahrin erst vor relativ kurzer Zeit erfunden worden ist. Es ist das erste Beispiel für eine materielle Kultur bei Meeressäugern.
Vor der brasilianischen Küste, in einer Bucht beim Ort Laguna, kooperiert eine Gruppe frei lebender, nicht abgerichteter Großer Tümmler seit Generationen in jedem Herbst mit den örtlichen Fischern. Während die Fischer nur wenige Schritte ins Wasser des Atlantischen Ozeans laufen und dort mit ihren Wurfnetzen verharren, treiben die Tümmler von der Meerseite her Fische in Richtung Ufer. Jungtiere begleiten hierbei ihre Mütter, woraus geschlossen wurde, dass auf diese Weise das Verhalten von Generation zu Generation weitergegeben wird.

## Taxonomie

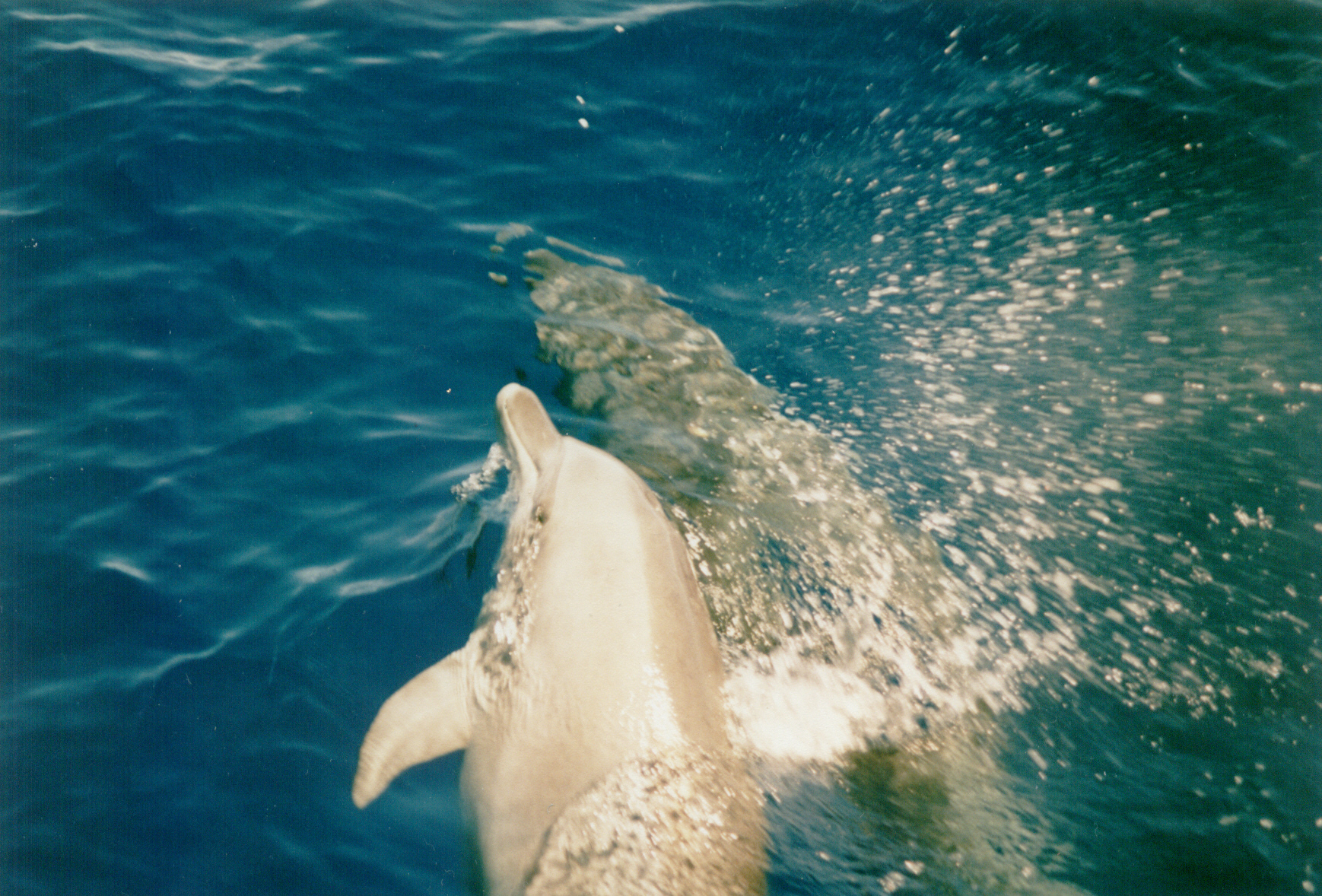
Indopazifischer Großer Tümmler vor der Küste Australiens

Die Systematik der Großen Tümmler, ist umstritten. Mitunter wurden drei Arten benannt, die teils nur als Unterarten angesehen wurden:
- Atlantischer Großer Tümmler (Tursiops (truncatus) truncatus)
- Indopazifischer Großer Tümmler (T. (t.) aduncus)
- Pazifischer Großer Tümmler (T. (t.) gillii)

### Aktuelle Systematik nach der Society for Marine Mammalogy
Da die Systematik der Gattung Gegenstand aktueller Forschung ist, gibt es keine Einheitliche Sichtweise. Die IUCN unterscheidet bisher nur die Arten Gewöhnlicher Großer Tümmler (T. truncatus) und Indopazifischer Großer Tümmler (T. aduncus). Eine umfassende Überarbeitung der Gattung Tursiops und die Beschreibung weiterer Arten und Unterarten gelten als wahrscheinlich.

#### Externe Systematik
Die Society of Marine Mammalogy geht aktuell von drei Arten innerhalb der Gattung Tursiops aus. Seit 2001 wird der Indopazifische Große Tümmler allgemein als eigenständige Art anerkannt. Der Beobachtung von zwei unterschiedlichen Ökotypen, einer Küstenform und einer Hochseeform, folgte 2022 eine Untersuchung, die die Hochseeform als Gewöhnlichen Großen Tümmler (T. truncatus) beibehält und die Küstenform als eigene Art (T. erebennus) abtrennt. Bisher nicht in der Auflistung enthalten ist der Burrunan-Delfin (T. australis), der ebenfalls als eigene Art beschrieben wurde und nur in einem kleinen Gebiet im südöstlichen Australien vorkommt.
- Indopazifischer Großer Tümmler (T. aduncus)
- Tamanends Großer Tümmler (T. erebennus)Schwarzmeer-Tümmler im Delfinarium des Litauische Meeresmuseums

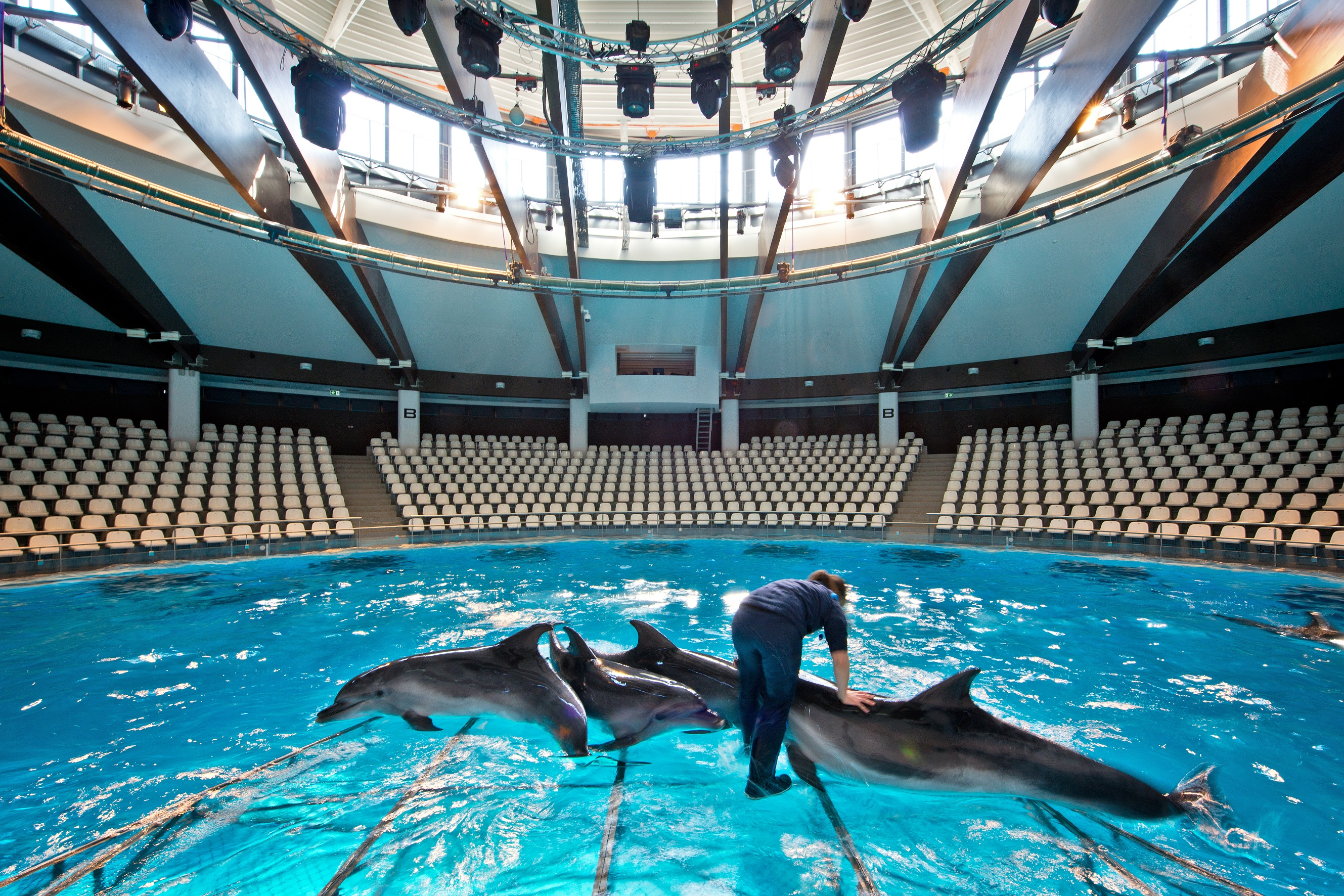
Schwarzmeer-Tümmler im Delfinarium des Litauische Meeresmuseums

- Gewöhnlicher Großer Tümmler (T. truncatus)

#### Interne Systematik
Die Society of Marine Mammalogy geht aktuell von vier Unterarten des Gewöhnlichen Großen Tümmlers aus.
- Lahilles Großer Tümmler (T. t. gephyreus)
- Östlich-tropischer Pazifischer Großer Tümmler (T. t. nuuanu)
- Schwarzmeer-Tümmler (T. t. ponticus)
- Gewöhnlicher Großer Tümmler (T. t. truncatus)

Quelle: Stand 2023

## Menschen und Tümmler

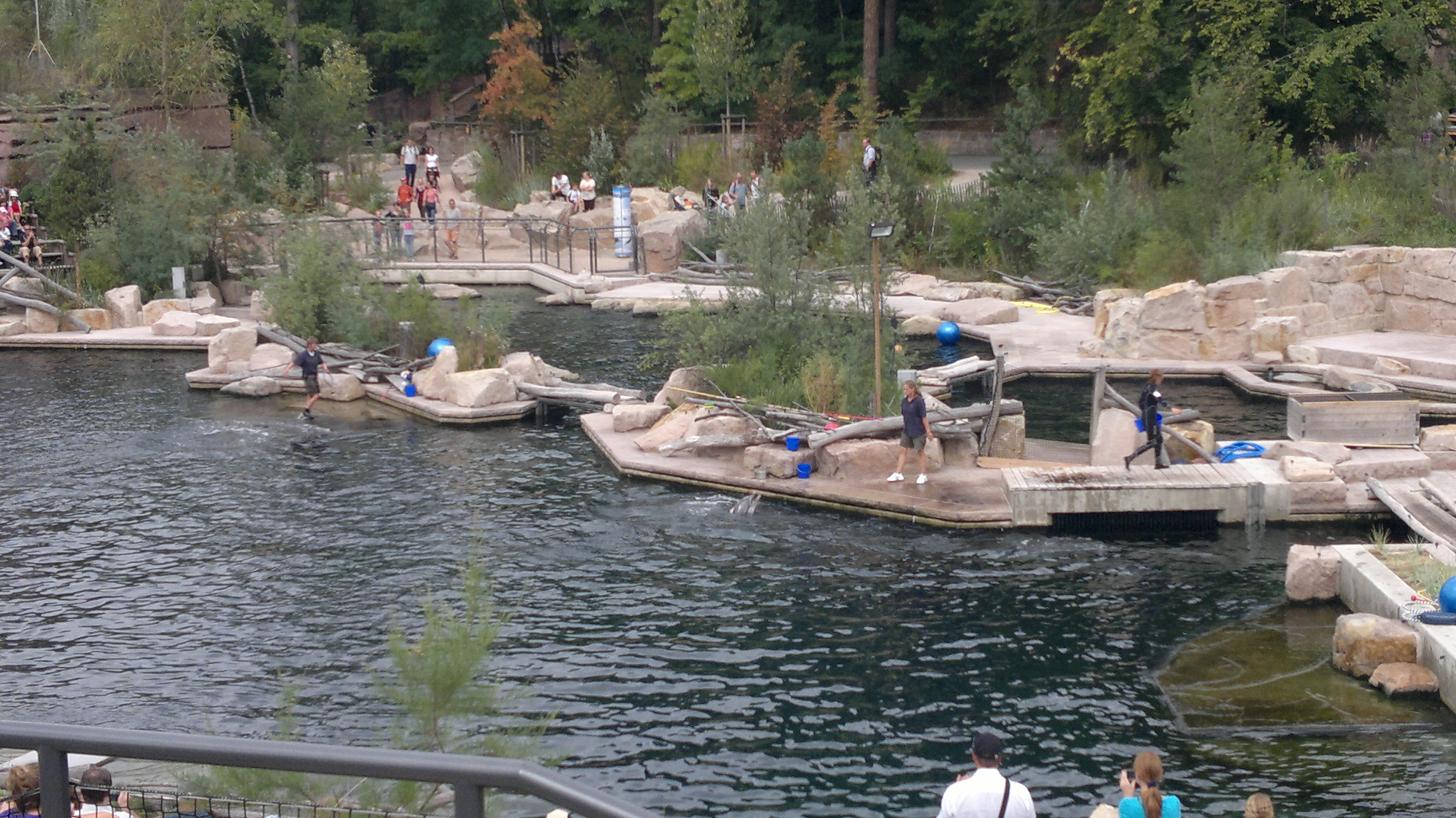
Teil der Delfinlagune, Tiergarten Nürnberg

Der Große Tümmler ist nicht bedroht, da er in seinem umfassenden Verbreitungsgebiet zahlreich vorkommt und anpassungsfähig ist. In verschiedenen Teilen der Welt sind Tümmler wegen ihres Fleisches und ihres Trans gejagt worden. Heute findet solch eine Jagd noch in Westafrika, Sri Lanka, Indonesien und Japan statt. Europäische Staaten sowie die USA haben die Jagd auf Tümmler bereits in der Mitte des 20. Jahrhunderts eingestellt. Dagegen verfangen sich Tümmler oft in Fischernetzen und ertrinken; auf diese Weise sterben weit mehr Tümmler als durch aktive Bejagung.
Beim Experimentieren mit verschiedenen Delfinarten fand man bald heraus, dass der Große Tümmler am geeignetsten ist, um in Shows Kunststücke vorzuführen. Allerdings gibt es an der Haltung in Delfinarien in jüngerer Zeit immer mehr Kritik, da es umstritten ist, ob Große Tümmler unter artgerechten Bedingungen gehalten werden können. In Deutschland gibt es zwei Delfinarien, im Zoo Duisburg und im Tiergarten Nürnberg. Das Delfinarium im Allwetterzoo Münster wurde im Februar 2013 geschlossen, da das Geld für einen Neubau fehlte.
Auch in anderen Bereichen hat der Große Tümmler eine wachsende Bedeutung. In der Delfintherapie soll er bei der Förderung autistischer und behinderter Kinder behilflich sein. Sowohl in den USA als auch in Russland werden Große Tümmler für das Aufspüren von Seeminen trainiert.
Der Film Die Bucht aus dem Jahr 2009 beschreibt das jährlich stattfindende Zusammentreiben und Töten dieser Tiere im japanischen Taiji.